# Jelonka (dopływ Chojnówki)
Jelonka (niem. Hirsch Bach) – niewielki  okresowy strumień w północno-zachodniej Polsce, prawy dopływ Chojnówki. Płynie przez środkową część Puszczy Bukowej w województwie zachodniopomorskim. 
Okresowy strumień wypływa z niewielkiego podmokłego zaklęśnięcia doliny leżącego w połowie jej długości. Ostatnie 350 m przepływa w głęboko wciętym korycie i uchodzi do Chojnówki.